# Benoît Paire
Benoît Paire (* 8. Mai 1989 in Avignon) ist ein französischer Tennisspieler.

## Leben und Karriere

### Bis 2009: Juniorenkarriere und erste Erfahrungen als Profi
Benoît Paire begann im Alter von fünf Jahren Tennis zu spielen. Sein vier Jahre älterer Bruder Thomas spielte ebenfalls Tennis, jedoch weniger erfolgreich.
2007 konnte Paire auf der ITF Junior Tour im französischen Raum einige Turniere gewinnen. Er erreichte im Juni 2007 bei den French Open das Achtelfinale. Dies war sein letztes Juniorenturnier, von dort an trat er bei den Erwachsenen an. Er kam bis Platz 91 in der Junior-Rangliste. Bei seinem dritten Future-Turnier im Juli 2007 konnte seinen ersten Titel gewinnen und damit in die Top 700 der ATP-Weltrangliste einsteigen.
Im Februar 2008 wollte Paire sich in Marseille erstmals für ein ATP-Turnier qualifizieren, er scheiterte jedoch in der zweiten Qualifikationsrunde am Top-100-Spieler Mischa Zverev. Einen Monat später qualifizierte er sich in Saint-Brieuc zum ersten Mal für ein Challenger-Turnier. Auch bei der Qualifikation für die French Open, für die er eine Wildcard bekam, verlor er in Runde eins. Der größte Erfolg in diesem Jahr war seine Finalteilnahme bei einem Future-Turnier in Italien.
Das Jahr 2009 begann in Nouméa mit dem ersten Matchgewinn bei einem Challenger-Turnier. Der nächste Höhepunkt waren die French Open, wo Paire nach Siegen über die Top-200-Spieler Giovanni Lapentti und Michail Jelgin die dritte Qualifikationsrunde erreichte. Im Doppel bekam er zusammen mit Sébastien de Chaunac eine Wildcard fürs Hauptfeld, sie waren jedoch chancenlos gegen die späteren Turniersieger Lukáš Dlouhý und Leander Paes. Zwei Wochen später gewann Paire seinen zweiten Future-Titel. Im weiteren Jahresverlauf erreichte er noch vier weitere Endspiele bei Future-Turnieren, die er jedoch allesamt verlor. In der Weltrangliste kletterte er zum Jahresende dennoch auf Rang 331.

### 2010: Grand-Slam-Debüt und Challenger-Endspiele
Im Januar 2010 konnte Paire seinen dritten Future-Titel gewinnen. Im März erreichte er bei drei aufeinanderfolgenden Future-Turnieren jeweils das Finale und konnte zwei davon gewinnen. Auch auf der Challenger Tour war er nun erfolgreicher: In Saint-Brieuc und Bordeaux erreichte er jeweils das Viertelfinale. Dabei beeindruckte er in Bordeaux den Top-50-Spieler Michaël Llodra, der anschließend über ihn sagte: „Er hat diesen Wahnsinn, der mir gefällt. Man braucht Spieler wie ihn!“ Bei der Qualifikation für die French Open gewann Paire alle drei Matches und stand somit erstmals das Hauptfeld eines Grand-Slam-Turniers. Dort verlor er gegen Olivier Rochus in vier Sätzen und schied damit genau wie im Doppel in der ersten Runde aus.  Anfang Juli in Arad erreichte Paire erstmals das Finale eines Challenger-Turniers, wo er gegen seinen Landsmann David Guez verlor. Im August folgte in San Sebastián das nächste Challenger-Finale, doch erneut ging Paire gegen Albert Ramos Viñolas als Verlierer vom Platz. Dennoch war er in der Weltrangliste mittlerweile in die Top 200 vorgerückt. Bei den US Open konnte sich Paire dann zum zweiten Mal für ein Grand-Slam-Turnier qualifizieren. In der ersten Runde gelang ihm gegen Rainer Schüttler in fünf Sätzen sein erster Matchgewinn auf Grand-Slam-Ebene, nachdem Schüttler im entscheidenden Satz bereits mit 5:2 vorne gelegen hatte. In der zweiten Runde traf er auf den an Position 23 gesetzten Feliciano López. Diesmal servierte er im vierten Satz beim Stande von 5:4 zum Satzgewinn, verlor das Spiel jedoch und anschließend auch das Match. Bis Jahresende qualifizierte er sich noch zweimal für ATP-Turniere, schied dann aber jeweils zum Auftakt aus.

### 2011: Challenger-Titel und Einstieg in die Top 100
Anfang 2011 startete Paire bei den Australian Open mit einer Wildcard. Er gewann sein Erstrundenmatch gegen den Qualifikanten Flavio Cipolla in drei Sätzen und schied anschließend in vier Sätzen gegen den an Position 17 gesetzten Ivan Ljubičić aus. Im Februar besiegte Paire beim ATP-Turnier in Rotterdam als Qualifikant in der ersten Runde seinen Landsmann Gilles Simon in drei Sätzen. Dies war sein erster Sieg über einen Top-50-Spieler. In der zweiten Runde verlor er dann aber wie schon einen Monat zuvor gegen den späteren Halbfinalisten Ljubičić. Anfang April erreichte er in Saint-Brieuc zum dritten Mal in seiner Karriere ein Challenger-Finale, doch erneut ging er gegen Maxime Teixeira als Verlierer vom Platz. Nach einer Halbfinalteilnahme beim Challenger-Turnier in Ostrava stieg Paire Anfang Mai erstmals in die Top 100 der Weltrangliste ein. Auf der ATP Tour qualifizierte er sich einige Male, kam aber nie über die zweite Runde hinaus. Für die French Open bekam Paire eine Wildcard und unterlag Victor Hănescu. Obwohl er mittlerweile im Ranking wieder etwas zurückgefallen war, war Paire in Wimbledon erstmals direkt für ein Grand-Slam-Turnier qualifiziert. Dort unterlag er in der ersten Runde dem den an Position 7 gesetzten David Ferrer in drei Sätzen. Im August 2011 schied er nach einem Challenger-Halbfinale in San Marino in der US-Open-Qualifikation in der ersten Runde aus. Zwei Wochen später erreichte er in Brașov zum zweiten Mal in dieser Saison ein Challenger-Finale. Sein Finalgegner Teixeira gab auf, wodurch Paire seinen ersten Titel gewann. Wenig später gewann Paire in Salzburg durch einen Finalsieg über Grega Žemlja seinen zweiten Challenger-Titel, wodurch er sich zum Jahresabschluss eine Platzierung in den Top 100 der Weltrangliste sicherte.

### 2012: Erstes ATP-Finale
Zu Beginn des Jahres 2012 erreichte Benoît Paire beim ATP-Turnier in Auckland nach erfolgreicher Qualifikation durch Siege über den ehemaligen Weltranglistenersten Juan Carlos Ferrero sowie den an Position 4 gesetzten Juan Ignacio Chela das Viertelfinale, wo er dem späteren Finalisten Olivier Rochus unterlag. Bei den Australian Open schied er in der ersten Runde gegen den an Position 21 gesetzten Stan Wawrinka aus. Nach zwei zweiten Runde und einer Viertelfinalteilnahme in Casablanca gelang Paire in Belgrad sein bis dato größter Erfolg. Unter anderem durch Siege über den an Position 3 gesetzten Jarkko Nieminen sowie den topgesetzten Pablo Andújar erreichte er erstmals in seiner Karriere das Finale eines ATP-Turniers, das er in zwei Sätzen gegen Andreas Seppi verlor. Bei den French Open erreichte Paire durch einen Sieg über Albert Ramos Viñolas erstmals die zweite Runde, in der er gegen den an Position 6 gesetzten späteren Halbfinalisten Ferrer ausschied. Beim ATP-Rasenturnier in ’s-Hertogenbosch erreichte Paire das Halbfinale, wo er erneut gegen Ferrer verlor. Durch seine Erfolge kletterte er in der Weltrangliste bis auf Position 47.

### 2013–2016: Erste ATP-Titel im Einzel und Doppel
Auch in der Saison 2013 erreichte Paire im Februar in Montpellier ein ATP-Finale. Dort unterlag er seinem Landsmann Richard Gasquet mit 2:6 und 3:6. Zuvor hatte er mit Stan Wawrinka dank eines Finalsiegs gegen Andre Begemann und Martin Emmrich die Doppelkonkurrenz von Chennai gewonnen, was seinen ersten Doppeltitel auf der Tour bedeutete. Im März gewann er das Challenger-Turnier in Le Gosier. Weitere Titel blieben im Rest des Jahres aus, in der Weltrangliste stieg er jedoch aufgrund seiner Erfolge bis zum Jahresende auf Platz 26. Während Paire in der Saison 2014 insbesondere aufgrund einer Knieverletzung weder im Einzel noch im Doppel ein Finaleinzug gelang und auch auf der Challengertour größere Erfolge ausblieben, verlief die Saison 2015 ungleich besser. Im Februar sicherte er sich erst den Challengertitel in Bergamo und einen Monat darauf den Challengertitel in Quimper. Seinen größten Erfolg der Saison hatte er schließlich im Juli, als er das ATP-Turnier in Båstad gewann. Als ungesetzter Spieler erreichte er unter anderem nach einem Sieg gegen den topgesetzten David Goffin das Endspiel, in dem er Tommy Robredo mit 7:6 (9:7) und 6:3 besiegte. Bei den US Open gelang ihm erstmals der Einzug ins Achtelfinale. Dieses verlor er in drei Sätzen gegen Jo-Wilfried Tsonga. Zum Saisonende erreichte Paire im Oktober das Endspiel des ATP-Turniers in Tokio, musste sich aber Stan Wawrinka mit 2:6 und 4:6 geschlagen geben. Mitte November gewann Paire den sechsten Challengertitel seiner Karriere in Mouilleron-le-Captif. Im Finale bezwang er Lucas Pouille in drei Sätzen. Nach dem Turnier wurde er, bis Jahresende, als 19. erstmals unter den Top 20 der Weltrangliste geführt.
Paire startete zunächst gut in die Saison 2016, als er in Chennai im Einzel das Halbfinale und im Doppel das Finale erreichte. Im Einzel scheiterte er an Stan Wawrinka, im Doppel hatte er mit Austin Krajicek gegen Oliver Marach und Fabrice Martin das Nachsehen. Mit Platz 19 stieg er auf seinen Karrierebestwert. Anschließend folgten zahlreiche frühere Niederlagen, dreimal erreichte er bei Einzelturnieren das Halbfinale. Im August rückte er für den verletzten Richard Gasquet in den französischen Kader für die Olympischen Spiele nach. Nach einem Auftaktsieg gegen Lukáš Rosol schied er in der zweiten Runde trotz zweier Matchbälle gegen Fabio Fognini aus. Unmittelbar nach seinem Ausscheiden wurde er aufgrund interner Vorfälle aus der Olympiamannschaft geworfen. In der restlichen Saison bestritt Paire noch neun Turniere auf der World Tour und erreichte lediglich bei dreien davon, darunter bei den US Open, die zweite Runde. In der Weltrangliste fiel er zum Jahresende dadurch auf den 47. Platz zurück.

### Seit 2017
Die Saison 2017 und 2018 verliefen nur bedingt erfolgreich für Paire. 2017 gelang ihm lediglich im September beim Turnier in Metz ein Finaleinzug. Gegen Peter Gojowczyk unterlag er dort mit 5:7 und 2:6. Viermal konnte Paire ein Halbfinale erreichen, sodass seine Weltranglistenposition im Jahresverlauf zwischen den Rängen 40 und 50 stagnierte. 2018 begann für Paire mit Halbfinaleinzügen in Pune und Sydney zwar gut, in der gesamten Restsaison kam er jedoch mit wenigen Ausnahmen nie über die ersten beiden Runden hinaus. Sein größter Erfolg gelang ihm im Doppel, als er im April in Marrakesch das Endspiel erreichte. An der Seite von Édouard Roger-Vasselin verlor er mit 7:10 im Match-Tie-Break knapp gegen Nikola Mektić und Alexander Peya.
2019 zeigte Paires Formkurve nach schwachem Saisonstart ab April wieder nach oben. Wieder in Marrakesch, nur diesmal im Einzel, erreichte Paire das Endspiel, in dem er Pablo Andújar mit 6:2 und 6:3 besiegte und damit den zweiten ATP-Titel seiner Karriere gewann. Nur einen Monat später sicherte er sich nach einem Finalsieg gegen Félix Auger-Aliassime auch in Lyon den Turniersieg. Bei den direkt im Anschluss stattfindenden French Open zog er ins Achtelfinale ein und verlor dieses in fünf Sätzen gegen Kei Nishikori. In der Weltrangliste rückte er durch diese Erfolge auf Rang 28 vor. In der Vorbereitung zu den US Open, bei denen er nach einer Fünfsatzniederlage gegen Aljaž Bedene ausschied, erreichte Paire in Winston-Salem sein drittes Tour-Finale der laufenden Saison, hatte dieses Mal aber mit 3:6, 6:3 und 3:6 gegen Hubert Hurkacz das Nachsehen. Die Saison beendete er in der Weltrangliste auf Platz 24.
Zum Auftakt der Saison 2020 gelang Paire in Auckland der nächste Finaleinzug. Im Endspiel traf er auf Ugo Humbert, dem er mit 6:7 (2:7), 6:3 und 6:7 (5:7) nur knapp unterlag.
Einen Tag vor Beginn der US Open 2020 wurde Paire positiv auf das COVID-19-Virus getestet, woraufhin er seine Teilnahme zurückziehen musste.

## Erfolge
| Legende (Anzahl der Siege)  |
| Grand Slam                  |
| ATP World Tour Finals       |
| ATP World Tour Masters 1000 |
| ATP World Tour 500          |
| ATP World Tour 250 (4)      |
| ATP Challenger Tour (8)     |

| Titel nach Belag |
| Hartplatz (1)    |
| Sand (3)         |
| Rasen (0)        |

### Einzel

#### Turniersiege

##### ATP World Tour
| Nr. | Datum          | Turnier    | Belag | Finalgegner           | Ergebnis  |
| --- | -------------- | ---------- | ----- | --------------------- | --------- |
| 1.  | 26. Juli 2015  | Båstad     | Sand  | Tommy Robredo         | 7:67, 6:3 |
| 2.  | 14. April 2019 | Marrakesch | Sand  | Pablo Andújar         | 6:2, 6:3  |
| 3.  | 25. Mai 2019   | Lyon       | Sand  | Félix Auger-Aliassime | 6:4, 6:3  |

##### ATP Challenger Tour
| Nr. | Datum              | Turnier                  | Belag         | Finalgegner          | Ergebnis        |
| --- | ------------------ | ------------------------ | ------------- | -------------------- | --------------- |
| 1.  | 11. September 2011 | Brașov                   | Sand          | Maxime Teixeira      | 6:4, 3:0 aufgg. |
| 2.  | 20. November 2011  | Salzburg                 | Hartplatz (i) | Grega Žemlja         | 6:76, 6:4, 6:4  |
| 3.  | 31. März 2013      | Le Gosier                | Hartplatz     | Serhij Stachowskyj   | 6:4, 5:7, 6:4   |
| 4.  | 15. Februar 2015   | Bergamo                  | Hartplatz (i) | Alexander Nedowessow | 6:3, 7:63       |
| 5.  | 8. März 2015       | Quimper                  | Hartplatz (i) | Grégoire Barrère     | 6:4, 3:6, 6:4   |
| 6.  | 15. November 2015  | Mouilleron-le-Captif     | Hartplatz (i) | Lucas Pouille        | 6:4, 1:6, 7:67  |
| 7.  | 12. März 2023      | Puerto Vallarta          | Hartplatz     | Yūta Shimizu         | 3:6, 6:0, 6:2   |
| 8.  | 16. Juli 2023      | San Benedetto del Tronto | Sand          | Richard Gasquet      | 4:6, 6:1, 6:1   |

#### Finalteilnahmen
| Nr. | Datum              | Turnier       | Belag         | Finalgegner     | Ergebnis        |
| --- | ------------------ | ------------- | ------------- | --------------- | --------------- |
| 1.  | 6. Mai 2012        | Belgrad       | Sand          | Andreas Seppi   | 3:6, 2:6        |
| 2.  | 10. Februar 2013   | Montpellier   | Hartplatz (i) | Richard Gasquet | 2:6, 3:6        |
| 3.  | 11. Oktober 2015   | Tokio         | Hartplatz     | Stan Wawrinka   | 2:6, 4:6        |
| 4.  | 24. September 2017 | Metz          | Hartplatz (i) | Peter Gojowczyk | 5:7, 2:6        |
| 5.  | 24. August 2019    | Winston-Salem | Hartplatz     | Hubert Hurkacz  | 3:6, 6:3, 3:6   |
| 6.  | 18. Januar 2020    | Auckland      | Hartplatz     | Ugo Humbert     | 6:72, 6:3, 6:75 |

### Doppel

#### Turniersiege
| Nr. | Datum          | Turnier | Belag     | Partner       | Finalgegner                   | Ergebnis |
| --- | -------------- | ------- | --------- | ------------- | ----------------------------- | -------- |
| 1.  | 6. Januar 2013 | Chennai | Hartplatz | Stan Wawrinka | Andre Begemann Martin Emmrich | 6:2, 6:1 |

#### Finalteilnahmen
| Nr. | Datum            | Turnier    | Belag     | Partner                | Finalgegner                        | Ergebnis         |
| --- | ---------------- | ---------- | --------- | ---------------------- | ---------------------------------- | ---------------- |
| 1.  | 10. Januar 2016  | Chennai    | Hartplatz | Austin Krajicek        | Oliver Marach Fabrice Martin       | 3:6, 5:7         |
| 2.  | 15. April 2018   | Marrakesch | Sand      | Édouard Roger-Vasselin | Nikola Mektić Alexander Peya       | 5:7, 6:3, [7:10] |
| 3.  | 28. Februar 2021 | Córdoba    | Sand      | Romain Arneodo         | Rafael Matos Felipe Meligeni Alves | 4:6, 1:6         |

## Abschneiden bei Grand-Slam-Turnieren

### Einzel
| Turnier         | 2008 | 2009 | 2010 | 2011 | 2012 | 2013 | 2014 | 2015 | 2016 | 2017 | 2018 | 2019 | 2020 | 2021 | 2022 | 2023 | 2024 | Karriere |
| --------------- | ---- | ---- | ---- | ---- | ---- | ---- | ---- | ---- | ---- | ---- | ---- | ---- | ---- | ---- | ---- | ---- | ---- | -------- |
| Australian Open | —    | —    | —    | 2    | 1    | 1    | 3    | Q1   | 1    | 3    | 1    | 1    | 2    | 1    | 3    | Q2   | Q1   | 3        |
| French Open     | Q1   | Q3   | 1    | 1    | 2    | 3    | 2    | 3    | 2    | 1    | 2    | AF   | 2    | 1    | 1    | 1    | Q1   | AF       |
| Wimbledon       | —    | —    | Q1   | 1    | 3    | 3    | 1    | 2    | 2    | AF   | 3    | AF   |      | 1    | 1    | Q1   | Q1   | AF       |
| US Open         | —    | —    | 2    | Q1   | 2    | 1    | 2    | AF   | 2    | 2    | 2    | 2    | —    | 1    | 1    | Q2   | Q1   | AF       |

Zeichenerklärung: S = Turniersieg; F, HF, VF, AF = Einzug ins Finale / Halbfinale / Viertelfinale / Achtelfinale; 1, 2, 3 = Ausscheiden in der 1. / 2. / 3. Hauptrunde; Q1, Q2, Q3 = Ausscheiden in der 1. / 2. / 3. Qualifikationsrunde; nicht ausgetragen